# Meniscomorpha perfida
Meniscomorpha perfida là một loài tò vò trong họ Ichneumonidae.